# Лебяжьевский сельсовет
Лебя́жьевский сельсове́т — сельское поселение в Серышевском районе Амурской области.
Административный центр — село Лебяжье.

## История
24 января 2005 года в соответствии с Законом Амурской области № 425-ОЗ муниципальное образование наделено статусом сельского поселения.

## Население
| 2002 | 2010 | 2011 | 2012 | 2013 | 2014 | 2015 |
| ---- | ---- | ---- | ---- | ---- | ---- | ---- |
| 516  | ↘480 | →480 | ↘466 | ↘462 | ↘447 | ↘440 |
| 2016 | 2017 | 2018 | 2021 |      |      |      |
| ↘415 | ↘412 | ↘406 | ↘362 |      |      |      |

## Состав сельского поселения
| № | Населённый пункт | Тип населённого пункта       | Население |
| - | ---------------- | ---------------------------- | --------- |
| 1 | Белоусовка       | село                         | ↘41       |
| 2 | Лебяжье          | село, административный центр | ↘365      |